# 中国共产党第七届中央委员会第三次全体会议

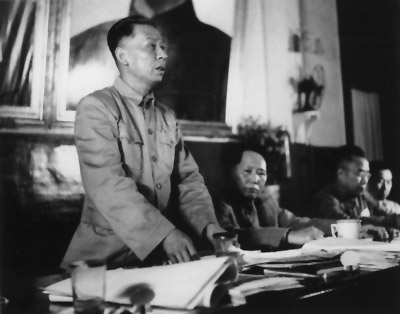
1950年刘少奇在中共七届三中全会上对土地改革的报告

中国共产党第七届中央委员会第三次全体会议，简称中共七屆三中全會，是指中国共产党在1950年6月6日至9日在北京召开的一次全体会议。
出席全会的有中央委员35人，候补中央委员27人，其他人员43人列席了会议，会议讨论并通过了毛泽东《为争取国家财政经济状况的基本好转而斗争》书面报告和《不要四面出击》讲话；刘少奇、陈云、周恩来、聂荣臻分别就土改、财经、外文与统战、军事等问题作报告。提出全党和全国人民所面临的中心任务就是要创造条件，争取在三年时间内实现国家财政经济状况的基本好转。